# Manhattan Vijfje
Het Manhattan Vijfje is een Nederlandse herdenkingsmunt van 5 euro uitgebracht ter herdenking van 400 jaar verbinding tussen Nederland en New York, en het eiland Manhattan in het bijzonder. De eerste slag werd op 6 april 2009 gedaan door minister-president Jan Peter Balkenende. Desondanks heeft de toenmalig minister-president bij een EU/VS top  in Praag al een speciale set aan de Amerikaanse president Obama overhandigd.
De munt werd in opdracht van het ministerie van Financiën door de Koninklijke Nederlandse Munt geslagen.

## Thema
Voor het eerst in de Nederlandse geschiedenis vertoont de munt een munt in munt ontwerp. Beide zijdes van het Manhattan Vijfje vertonen dit principe. Aan de kopzijde is het portret van koningin Beatrix in een aparte munt geplaatst. Haar portret is op de plattegrond van het zuidelijke deel van het Manhattan van 2009 geplaatst. Op deze kaart is ook Ground Zero te zien, dit is ook op de munt een dieper gedeelte van de munt. Deze kaart is gemaakt op basis van satellietbeelden van Google Earth. Op de muntzijde is een kaart van het Manhattan van 1609 afgebeeld. Deze kaart is gemaakt op basis van onderzoek door de Wildlife Conservation Society. De techniek om deze kaarten op de munten te maken werd voor het eerst bij het ontwerpen van een munt gebruikt.

## Specificaties
De specificaties van de circulatiemunt gelden ook voor de Eerste Dag Uitgifte. 

### Circulatiemunt
- Nominale waarde: 5 euro
- Kwaliteit: circulatie
- Metaal: verzilverd koper
- Gewicht: 10,50 g
- Diameter: 29,0 mm
- Oplage: 350.000 (waarvan 2.009 munten als Eerste Dag Uitgifte, excl. 20.000 Proof-munten)
- Randschrift: God*zij*met*ons
- Ontwerpers: Ronald van Tienhoven, portret koningin Beatrix door Hans van Houwelingen

### Proof
- Nominale waarde: 5 euro
- Kwaliteit: Proof
- Metaal: 925/1000 zilver
- Gewicht: 15,50 g
- Diameter: 33,0 mm
- Oplage: 20.000
- Randschrift: God*zij*met*ons
- Ontwerpers: Ronald van Tienhoven, portret koningin Beatrix door Hans van Houwelingen

### Tientje
Van het Manhattan Vijfje is ook een gouden 10 euromunt geslagen
- Nominale waarde: 10 euro
- Kwaliteit: Proof
- Metaal: 900/1000 goud
- Gewicht: 6,72 g
- Diameter: 22,5 mm
- Oplage: 6.500
- Randschrift: God*zij*met*ons
- Ontwerpers: Ronald van Tienhoven, portret koningin Beatrix door Hans van Houwelingen

Gulden herdenkingsmunten:

Dubbelkop 1980 · Unie van Utrecht · Voetbalvijfje

Nederlandse euro-herdenkingsmunten:

herdenkingsmunten van € 2: Erasmusmunt · Dubbelkop Beatrix-Willem-Alexander · 200 jaar koninkrijk

meerwaardeherdenkingsmunten:

Zilveren vijfjes: Vincent van Gogh Vijfje · Europamunt · Koninkrijksmunt · Vredes Vijfje · Belasting Vijfje · Australië Vijfje · Rembrandt Vijfje · Michiel de Ruyter Vijfje · Architectuur Vijfje · Manhattan Vijfje · Japan Vijfje · Max Havelaar Vijfje · Waterland Vijfje · Schilderkunst Vijfje · Muntgebouw Vijfje · WNF Vijfje · Tulpen Vijfje · Beeldhouwkunst Vijfje · Grachtengordel Vijfje · Vrede van Utrecht Vijfje · Rietveld Vijfje · Vredespaleis Vijfje · De Nederlandsche Bank Vijfje · Van Nelle Vijfje · Waterloo Vijfje · Wadden Vijfje · Jheronimus Bosch Vijfje · Stelling van Amsterdam Vijfje · Johan Cruijff Vijfje · Fanny Blankers-Koen Vijfje · Schokland Vijfje · Wageningen Universiteit Vijfje · Luchtvaart Vijfje · Beemster Vijfje · Market Garden Vijfje · Jaap Eden Vijfje

Zilveren tientjes: Huwelijksmunt · Geboortemunt · Jubileummunt · Koningstientje · Verjaardagstientje
Caribisch Nederland: BES-dollar (2011, 2013)